# 永业田
永业田，又称世业田、桑田，自北魏开始实施，是北魏均田令和隋唐租庸调法下的产物，属于私人田地，不需要缴纳课税。

## 沿革
太和九年，孝文帝下诏执行均田令，开始出现桑田的概念，每一位十五以上的男丁受桑田二十亩，作为世业之田。
河清三年，武成帝下诏沿袭孝文帝的规定，开始称桑田为世业田。所有十八以上的男丁会有二十亩世业田，种植五十根桑树、榆树三根、枣树五根，而哪怕土地不适合桑树，也依旧以桑田的规定来做，被称为麻田。
保定二年，周武帝沿袭北齐制，为诸王一直到都督都分配永业田，从一百顷递减到四十亩。
武德七年，唐高祖提出租庸调法，开始对唐朝治下百姓施行均田之法。
开元二十五年，唐玄宗规定每一位十八岁及以上的男丁受永业田二十亩，同时那些残疾残废、寡妇当家的也会拿到二十亩永业田。下表列出了对于官员永业田的分配。
| 官阶   | 官类 | 官名 | 永业田面积 |
| ------ | ---- | --- | ---------- |
| 正一品 | 爵   | 亲王 | 一百顷     |
| 正一品 | 职   | 太师、太傅、太保、太尉、司徒、司空 | 六十顷     |
| 从一品 | 爵   | 郡王 | 五十顷     |
| 从一品 | 职   | 太子太师、太子太傅、太子太保 | 五十顷     |
| 从一品 | 散   | 开府仪同三司、骠骑大将军 | 五十顷     |
| 正二品 | 爵   | 国公 | 四十顷     |
| 正二品 | 职   | 尚书令 | 四十顷     |
| 正二品 | 散   | 特进、辅国将军 | 四十顷     |
| 正二品 | 勋   | 上柱国 | 三十顷     |
| 从二品 | 爵   | 郡公 | 三十五顷   |
| 从二品 | 职   | 尚书左右仆射、太子少师、太子少傅、太子少保、京兆牧、河南牧、太原牧、大都督、单于大都护、安西大都护 | 三十五顷   |
| 从二品 | 散   | 光禄大夫、镇军大将军 | 三十五顷   |
| 从二品 | 勋   | 柱国 | 二十五顷   |
| 正三品 | 爵   | 县公 | 二十五顷   |
| 正三品 | 职   | 侍中、中书令、六部尚书、十六卫大将军、太子宾客、太子詹事、左右散骑常侍、太常卿、宗正卿、中都督、上都护 | 二十五顷   |
| 正三品 | 散   | 金紫光禄大夫、冠军大将军、怀化大将军 | 二十五顷   |
| 正三品 | 勋   | 上护军 | 二十顷     |
| 从三品 | 职   | 御史大夫、秘书监、光禄卿、卫尉卿、太仆卿、大理卿、鸿胪卿、司农卿、太府卿、国子祭酒、殿中监、少府监 将作监、羽林将军、龙武将军、下都督、上州刺史、京兆尹、河南尹、太原尹 | 二十顷     |
| 从三品 | 散   | 银青光禄大夫、云麾将军、归德将军 | 二十顷     |
| 从三品 | 勋   | 护军 | 十五顷     |
| 正四品 | 爵   | 侯 | 十四顷     |
| 正四品 | 职   | 门下侍郎、中书侍郎、尚书左右丞、六部侍郎、太常少卿、太子左右庶子、太子少詹事、太子左右谕德、太子六率府率 中州刺史、下州刺史、军器监、羽林中郎将、上都护府副都护、上府折冲校尉（折冲都尉）                                                                                      | 十四顷     |
| 正四品 | 散   | 正议大夫、通议大夫、忠武将军、壮武将军 | 十四顷     |
| 正四品 | 勋   | 上轻车都尉 | 十顷       |
| 从四品 | 爵   | 伯 | 十顷       |
| 从四品 | 职   | 秘书少监、少府少监、国子司业、八寺少卿、殿中少监、太子六率副率、亲勋翊卫中郎将、太子家令、太子率更令 太子仆、内侍、大都护府长史、亲王府长史、将作少匠、京兆少尹、河南少尹、太原少尹、大都督府司马、大都护府司马 亲王府司马、上州别驾、中府折冲都尉                             | 十顷       |
| 从四品 | 散   | 太中大夫、中大夫、宜威将军、明威将军 | 十顷       |
| 从四品 | 勋   | 轻车都尉 | 七顷       |
| 正五品 | 爵   | 子 | 八顷       |
| 正五品 | 职   | 谏议大夫、御史中丞、国子博士、给事中、中书舍人、太子中允、太子中舍人、太子左右赞善大夫、尚食奉御、尚药奉御 都水使者、万年县令、长安县令、军器少监、太史少监、亲王府典军、亲勋翊卫郎将、内常侍、中都督府长史、上都护府长史 中州别驾、下府折冲校尉                               | 八顷       |
| 正五品 | 勋   | 上骑都尉 | 六顷       |
| 从五品 | 爵   | 男 | 五顷       |
| 从五品 | 职   | 尚书左右诸司郎中、六部郎中、秘书丞、著作郎、太子洗马、殿中丞、尚衣奉御、尚舍奉御、尚乘奉御、尚辇奉御、献陵令 昭陵令、恭陵令、桥陵令、亲王府副典军、下都督府上州长史、下州别驾、大理正、太常丞、太史令、内给事太子典内 下都督府上州司马、亲王友、宫苑总监、上牧监、上府果毅都尉 | 五顷       |
| 从五品 | 勋   | 骑都尉 | 四顷       |
| 正六品 | 勋   | 骁骑尉 | 八十亩     |
| 从六品 | 勋   | 飞骑尉 | 八十亩     |
| 正七品 | 勋   | 云骑尉 | 六十亩     |
| 从七品 | 勋   | 武骑尉 | 六十亩     |

### 书目
- 魏收：《魏书》
- 李百药：《北齐书》
- 魏征：《隋书》
- 刘昫：《旧唐书》
- 欧阳修：《新唐书》
- 杜佑：《通典》
- 司马光：《资治通鉴》
- 吕思勉：《中国通史》

### 引用
1. ↑  《中国通史》：“在北魏的均田令中，有露田和桑田的区别。唐朝则命名为口分田和世业田。桑田和世业田，是可以传世的，露田和口分田，则受之于官，仍要还之于官。“
2. ↑  《资治通鉴》卷一三六：“初受田者男夫给二十亩课种桑五十株桑田皆为世业身终不还”
3. ↑  《魏书》志第十五：“九年下诏均给天下民田诸男夫十五以上受露田四十亩妇人二十亩奴婢依良丁牛一头受田三十亩限四牛所授之田率倍之三易之田再倍之以供耕作及还受之盈缩诸民年及课则受田老免及身没则还田奴婢牛随有无以还受诸桑田不在还受之限但通入倍田分于分虽盈没则还田不得以充露田之数不足者以露田充倍诸初受田者男夫一人给田二十亩课莳馀种桑五十树枣五株榆三根非桑之土夫给一亩依法课莳榆枣奴各依良限三年种毕不毕夺其不毕之地于桑榆地分杂莳馀果及多种桑榆者不禁诸应还之田不得种桑榆枣果种者以违令论地入还分诸桑田皆为世业身终不还恒从见口有盈者无受无还不足者受种如法盈者得卖其盈不足者得买所不足不得卖其分亦不得买过所足”
4. ↑  《隋书》志第十九：“武帝保定二年正月...自诸王已下至于都督皆给永业田各有差多者至一百顷少者至四十亩其丁男中男永业露田皆遵后齐之制”
5. ↑  《资治通鉴》卷一百九十：“初定均田租庸调法「调徒钓翻」丁中之民给田一顷笃疾减什之六寡妻妾减七皆以什之二为世业八为口分”
6. ↑  《通典》食货二·田制下：“大唐开元二十五年令田广一步长二百四十步为亩百亩为顷「自秦汉以降即二百四十步为亩非独始于国家盖具令文耳国家程式虽则具存今所存纂录不可悉载但取其朝夕要切冀易精详乃临事不惑」丁男给永业田二十亩口分田八十亩其中男年十八以上亦依丁男给老男笃疾、废疾各给口分田四十亩寡妻妾各给口分田三十亩先永业者通充口分之数黄小中丁男女及老男笃疾废疾寡妻妾当户者各给永业田二十亩”
7. ↑  《新唐书》志第四十五：“亲王以下又有永业田百顷职事官一品六十顷郡王职事官从一品五十顷国公职事官从二品三十五顷县公职事官三品二十五顷职事官从三品二十顷侯职事官四品十二顷子职事官五品八顷男职事官从五品五顷六品七品二顷五十亩八品九品二顷上柱国三十顷柱国二十五顷上护军二十顷护军十五顷上轻车都尉十顷轻车都尉七顷上骑都尉六顷骑都尉四顷骁骑飞骑尉八十亩云骑武骑尉六十亩散官五品以上给同职事官”
《通典》食货二·田制下：“其永业田亲王百顷职事官正一品六十顷郡王及职事官从一品各五十顷国公若职事官正二品各四十顷郡公若职事官从二品各三十五顷县公若职事官正三品各二十五顷职事官从三品二十顷侯若职事官正四品各十四顷伯若职事官从四品各十顷子若职事官正五品各八顷男若职事官从五品各五顷上柱国三十顷柱国二十五顷上护军二十顷护军十五顷上轻车都尉十顷轻车都尉七顷上骑都尉六顷骑都尉四顷骁骑尉飞骑尉各八十亩云骑尉武骑尉各六十亩其散官五品以上同职事给兼有官爵及勋俱应给者唯从多不并给”
8. ↑  《旧唐书》志第二十二：“正第一品太师太傅太保太尉司徒司空已上职事官王爵武德令有天策上将九年省从第一品开府仪同三司文散官开府仪同三司及特进不带职事官者朝参禄俸并同职事仍隶吏部也太子太师太子太傅太子太保已上职事官骠骑大将军武散官嗣王郡王国公爵正第二品特进文散官辅国大将军武散官开国郡公爵武德令唯有公侯伯子男贞观十一年加开国之称也上柱国勋官武德令有尚书令龙朔二年省自是正第二品无职事官从第二品尚书左右仆射太子少师太子少傅太子少保京兆河南太原等七府牧大都督扬幽潞陝灵大都护单于安西已上职事官光禄大夫文散官镇军大将军武散官开国县公爵柱国勋官正第三品侍中中书令吏部尚书旧班在左相上开元令移在下门下侍郎中书侍郎旧班正四品上大历二年升左右卫左右骁卫左右武卫左右威卫左右领军卫左右金吾卫左右监门卫左右羽林军左右龙武左右英武六军大将军左右千牛卫大将军自左右卫已下并为武职事官户部礼部兵部刑部工部尚书武德令礼部次吏部兵部次之民部次之贞观年改以民部次礼部兵部次之则天初又改以户部次吏部礼部次之兵部次之太子宾客旧兼职无品开元前令定入官品也太常卿宗正卿天宝初升入正三品也太子詹事左右散骑常侍旧班从三品广德年升内侍监唐初旧制内侍省无三品官内侍四员秩四品天宝十三年十二月玄宗以中官高力士袁思艺承恩遇特置内侍监两员秩三品以授之中都督上都护已上除八大将军并为文职事官金紫光禄大夫文散官冠军大将军武散官怀化大将军显庆三年置以授初附首领仍隶诸卫也上护军勋官从第三品御史大夫旧班在秘书监九卿下开元令移在上秘书监光禄卫尉太仆大理鸿胪司农太府卿国子祭酒殿中监少府监将作监诸卫羽林入正三品千牛龙武将军下都督上州刺史京兆河南太原等七尹旧雍洛长史从四品上景云二年加秩为从三品也五大都督府长史旧从四品上景云二年加秩为从三品大都护府副都护旧正四品上开元令加入从三品亲王傅巳上并职事官诸卫羽林千牛龙武将军为武余并为文银青光禄大夫文散官开国侯爵云麾将军武散官归德将军显庆三年置以授初附首领仍隶诸卫也护军勋官武德令有天策上将府长史司马九年省也正第四品上阶门下侍郎中书侍郎旧正四品下阶开元令加入上阶也尚书左丞永昌元年进为正三品如意元年复旧吏部侍郎武德七年省诸司侍郎吏部郎中为正四品上贞观三年复置侍郎其吏部郎中复旧为五品下太常少卿太子左庶子太子少詹事太子左右卫左右司御左右清道左右内率左右监门率府率中州刺史军器监武德初为正三品七年省八年复置九年又省十年复置北都军器监上都护府副都护上府折冲都尉武德令统军正四品下后改为折冲都尉垂拱令始分为上中下府改定官品自此已上职事官率及折冲为武余并为文也通议大夫文散官壮武将军武散官从第四品上阶秘书少监八寺少卿殿中少监太子左右卫司御清道内率监门副率太子亲勋翊卫中郎将太子家令太子率更令太子仆内侍大都护亲王府长史已上职事官府率中郎将为武馀并为文太中大夫文散官宜威将军武散官轻车都尉勋官从第四品下阶国子司业少府少监将作少匠京兆河南太原府少尹大都督府大都护府亲王府司马上州别驾已上职事文官武德令上州别驾正五品上二十三年为长史前上元年复置别驾定入从四品也中府折冲都尉武职事官中大夫文散官明威将军武散官武德令有天策上将府从事中郎九年省正第五品上阶谏议大夫御史中丞武德令从五品上贞观令加入正五品上五年又加入四品如意元年复旧也国子博士给事中中书舍人太子中允太子左右赞善大夫都水使者万年长安河南洛阳太原晋阳奉先会昌县令武德元年敕万年长安令为正五上七年定令改为从五品贞观初复旧也亲勋翊卫羽林郎将中都督府上都护府长史亲王府谘议参军事武德令正五品下也军器少监太史少监亲王府典军已上职事官郎将典军为武馀并为文永徽令亲王典军从四品下垂拱令改入五品也文散官开国子爵定远将军武散官上骑都尉勋官正第五品下阶太子中舍人尚食尚药奉御太子亲勋翊卫郎将内常侍中都督上都护府司马中州别驾下府折冲都尉已上职事官郎将折冲为武馀并为文也朝议大夫文散官宁远将军武散官武德令有天策上将军谘祭酒九年省从第五品上阶尚书左右诸司郎中武德令吏部郎中正四品上诸司郎中正五品上贞观二年并改为从五品上也秘书丞武德令正五品上永徽令改也著作郎太子洗马殿中丞尚衣尚舍尚乘尚辇奉御献陵昭陵恭陵桥陵八陵令武德诸陵令从七品下永徽二年加献昭二陵令为从五品已后诸陵并相承依献昭二陵也亲王府副典军下都督府上州长史下州别驾已上职事官典军为武馀并为文也朝请大夫文散官开国男爵游击将军武散官骑都尉勋官旧有太公庙令武德年七品下永徽二年加从五品上开元二十四年省也太史令内给事太子典内旧正六品上开元令改下都督府上州司马武德令上治中正五品下贞观初改亲王友武德令正五品下也宫苑总监上牧监上府果毅都尉已上职事官果毅为武散馀并为文驸马都尉奉车都尉并武散官驸马自近代已来唯尚公主者授之奉车有唐已来无其人朝散大夫文散官游击将军武散官武德令有天策上将府主簿记室参军九年省神龙令有库谷斜谷监也正第六品上阶太学博士武德令从六品上贞观年改太子詹事府丞太子司议郎太子舍人中郡长史武德令中州别驾从五品上贞观年改也太子典膳药藏郎京兆河南太原府诸县令武德元年敕雍州诸县令阶从五品上七年定令改亲王府掾属武德令从五品下也武库中尚署令武德令依上署令从七品下太极年改武库令阶开元年改中尚令阶诸卫左右司阶中府果毅都尉镇军兵满二万人已上司马已上职事官司阶果毅为武馀并为文也亲勋翊卫校卫卫官朝议郎文散官昭武校尉武散官骁骑尉勋官正第六品下阶千牛备身左右卫官已上王公已下高品子孙起家为之太子文学下州长史武德中下州别驾正六品贞观二十三年改为长史丞永淳元年诸州置别驾官天宝八载停别驾下郡置长史后上元二年诸州置别驾不废下府长史也中州司马武德令中州治中从五品下贞观令改内谒者监中牧监上牧副监已上文职事官上镇将武职事官武德令从四品下也承议郎文散官昭武副尉武散官武德令有天策上将府诸曹参军事九年省也从第六品上阶起居郎起居舍人尚书诸司员外郎武德令吏部员外郎正六品上诸司员外郎正六品下贞观二年改八寺丞大理司直国子助教武德令从七品上城门符宝郎通事舍人秘书郎武德令正七品上著作佐郎武德令正七品下侍御医武德乾封令正七品上神龙令从六品下开元改诸卫羽林长史两京市署令武德四年进为从五品上七年定令下州司马武德令中下州治中正六品下亲王文学主簿记室录事参军武德令亲王府文学已上并正六品下也诸州上县令已上交职事官诸率府左右司阶武职事官镇军兵不满二万人司马文职事官左右监门校尉亲勋翊卫旅帅卫官奉议郎文散官振威校尉武散官飞骑尉勋官从第六品下阶侍御史旧从七品上垂拱令改少府将作国子监丞太子内直典设宫门郎太公庙令司农寺诸园苑监沙苑监下牧监宫苑总监副互市监中牧副监已上文职事官下府果毅都尉武职事官亲王府校尉卫官通直郎文散官振威副尉武散官正第七品上阶四门博士詹事司直左右千牛卫长史尚食尚药直长太子左右卫司御清道率府长史军器监丞诸州中县令京兆河南太原府司录参军事大都督大都护府录事参军事亲王府诸曹参军已上文职事官武德令亲王府功曹仓曹户曹兵曹参军事从五品下骑曹铠曹田曹士曹水曹参军事等七品下也中镇将武职事官武德令从五品下太子千牛亲勋翊卫队正副队正已上卫官朝请郎文散官致果校尉武散官云骑尉勋官正第七品下阶尚衣尚舍尚乘尚辇直长太子通事舍人内寺伯京兆河南太原府大都督大都护府诸曹参军中都督上都护府录事参军事诸仓诸冶司竹温汤监诸卫左右中候上府别将武德令别将正五品上后改为果毅圣历三年复置别将上府长史武德令统军长史正八品下也上镇副武德令从五品下下镇将武德令正六品下下牧副监已上职事官中候别将镇副镇将为武馀并为文也宣德郎文散官致果副尉武散官武德令又有天策上将府参军事九年省又有盐池盐井盐诸王百司问事谒者从第七品上阶殿中侍御史武德至乾封令并正八品上垂拱年改左右补阙太常博士太学助教武德令从八品下也门下录事中书主书尚书都事九寺主簿太子詹事主簿太子左右内率监门率府长史太子侍医太子三寺丞都水监丞诸州中下县令亲王府东西阁祭酒武德令正六品下京县丞万年长安河南洛阳奉先会昌太原晋阳下都督府上州录事参军中都督上都护府诸曹参军事中府别将长史镇副武德令正六品下已上职事官别将镇副为武馀并为文左右监门直长勋卫太子亲卫已上卫官朝散郎文散官翊麾校尉武散官武骑尉勋官”